# Claudio Botosso
Claudio Botosso (* 28. März 1958 in Biella) ist ein italienischer Schauspieler.

## Leben
Botosso brach sein Studium ab und verließ seine Heimatstadt 1978 Richtung Rom, wo er an der Theaterwerkstatt von Giancarlo Cobelli studierte und bei Memè Perlini und Maurizio Scaparro auftrat. Dank seiner Bekanntschaft zum in der Nachbarschaft wohnenden Antonio Avati erhielt er 1985 seine erste Filmrolle in dessen Bruders Impiegati, in dem er den tapferen und idealistischen „Luigi“ spielte. Die Rollen in den folgenden Jahren waren für den Darsteller eines expressiven Stils allerdings meist keine Herausforderung und schöpften sein Potential nicht aus. Daneben spielte Botosso immer wieder auf der Bühne und übernahm auch Fernsehaufgaben.

## Filmografie (Auswahl)
- 1985: Freunde und Rivalen (Impiegati)
- 1986: Teufel im Leib (Il diavolo in corpo)
- 1987: Trouble in Paradise (Sotto il ristorante cinese)
- 2005: Black Widow – Verhängnisvolle Affäre (Before it Had a Name)
- 2013: Un caso di coscienza (Fernseh-Miniserie)